# Королева-девственница
Королева-девственница — четырёхсерийный мини-сериал телеканала Би-би-си, вышедший в 2005 году. Сюжет основан на жизни королевы Елизаветы I, роль которой сыграла Энн-Мари Дафф. В основном он показывает личную жизнь королевы, а именно её отношения с Робертом Дадли и в меньшей степени её правление.
Премьера состоялась в США 13 ноября 2005 года. В Великобритании телесериал был выпущен на экраны 22 января 2006 года.
Телесериал изначально должен был выйти на канале Би-би-си в сентябре 2005 года, но поскольку это событие совпало бы с выходом двухсерийного мини-сериала «Елизавета I» с Хелен Миррен в главной роли на канале Channel 4, было решено отложить показ до января 2006 года.

## Сюжет
Елизавета Тюдор, дочь короля Генриха VIII и Анны Болейн, заключена в Тауэр по обвинению в заговоре против своей единокровной сестры королевы Марии. Несмотря на то, что вина Елизаветы не доказана, королева не доверяет ей и отправляет под домашний арест в Вудсток. Спустя некоторое время становится известно о том, что Мария умерла, и теперь Елизавета провозглашена королевой Англии.
Уже в начале правления молодая королева сталкивается со множеством трудностей. Мария Стюарт, правнучка Генриха VII Тюдора, оспаривает у неё право на корону Англии, и советники Елизаветы настаивают на том, чтобы она как можно скорее вышла замуж и родила наследника престола. Но сама Елизавета не спешит принимать ухаживания многочисленных женихов, среди которых Филипп Испанский и эрцгерцог Карл Австрийский. Королева тайно влюблена в давнего друга детства, Роберта Дадли, у которого тем не менее уже есть жена — леди Эми Робсарт, живущая вдали от Лондона.
Роберт и Елизавета перестают скрывать свои чувства, и при дворе ходят слухи об их романе. Эми, узнав об этом, не выдерживает и кончает жизнь самоубийством. Однако многие убеждены, что именно Дадли убил жену, чтобы иметь возможность жениться на королеве. Дабы избежать скандала, Елизавета принимает решение отлучить Роберта от двора и публично объявляет, что намеревается править королевством единолично и умереть девственницей.
Тем временем из Шотландии приходят вести о том, что королева-католичка Мария Стюарт вышла замуж за своего кузена, лорда Генри Дарнли, и теперь вовсю плетёт интриги, цель которых свергнуть протестантку Елизавету и воцариться на троне Англии. Кроме того, королева узнаёт, что одним из вдохновителей готовящегося заговора является её родственник, Томас, герцог Норфолк. Потрясённая его предательством, Елизавета отправляет герцога в Тауэр.
Проходит несколько лет. Советники Елизаветы начинают новый раунд переговоров о её браке, на сей раз с Франсуа, герцогом Алансонским, к которому королева проявляет благосклонность. Неожиданно ей сообщают, что Роберт Дадли тайком женился на её племяннице, леди Летиции Ноллис. В гневе она изгоняет Летицию и заявляет Дадли, что никогда его не простит. Теперь Елизавета всерьёз намерена выйти замуж, как ради обеспечения линии наследования, так и ради союзнического альянса с Францией, так как находящаяся в изгнании Мария Стюарт по-прежнему строит козни против неё. Однако подданные не в восторге от намечающейся свадьбы королевы и иностранного принца, и вскоре Франсуа приходится уехать домой ни с чем.
Между тем Елизавете предстоит решить, как поступить с Марией Стюарт. Фрэнсис Уолсингем, глава шпионской сети, сфабриковывает улики против шотландской королевы, и Елизавета выносит той смертный приговор. Несмотря на устранение опасной претендентки, распри между католиками и протестантами не утихают, и на королевство надвигается Непобедимая армада, флот, созданный Филиппом Испанским для завоевания Англии и возвращения её в лоно католической церкви. Однако испанцы терпят сокрушительное поражение. Елизавета и её народ празднуют победу, но триумф королевы омрачён смертью Роберта Дадли.
На вакантное место фаворита ко двору королевы устремляется множество талантливых и блестяще образованных молодых людей, однако Елизавета в большей степени отдаёт предпочтение юному Роберту, графу Эссексу, сыну Дадли и Летиции Ноллис. С помощью своей матери Эссекс старается занять лидирующее место как при дворе, так и в жизни королевы. Ему удаётся стать не только самым популярным в кругу придворных, но и приобрести добрую славу среди простонародья. Из-за вспыльчивого нрава графа между ним и Елизаветой часто вспыхивают конфликты, и всё же королева не в силах долго сердиться на Эссекса. Однако после его провалившейся попытки подавить беспорядки в Ирландии, терпение Елизаветы истощается, и она лишает его всех привилегий.
Эссекс изо всех сил пытается вернуть былое расположение королевы, но та непреклонна. Во всех бедах и неудачах он винит правительство Елизаветы, которое возглавляет Роберт Сесил. Эссекс собирает других недовольных положением дел в государстве и затевает мятеж с целью устранить советников королевы, сместить саму Елизавету и, объявив себя лордом-протектором, взять управление королевством в свои руки. Восстание тем не менее не находит ожидаемой поддержки, заговорщики схвачены, и Эссекс приговорён к обезглавливанию за совершение государственной измены.
После казни Эссекса королева безутешна. Она медленно угасает, уединившись в своих покоях и предаваясь бесконечным воспоминаниям о былых днях. 24 марта 1603 года Елизавета умирает. Роберт Сесил пишет письмо её преемнику, королю Шотландии Якову Стюарту. Разбирая вещи покойной, он обнаруживает, что в кольце, которое королева носила долгие годы, спрятана миниатюра. Это портрет матери Елизаветы, Анны Болейн.

## В ролях
Во всех четырёх сериях:
- Энн-Мари Дафф — королева Елизавета I
- Том Харди — Роберт Дадли, граф Лестер
- Ян Харт — Уильям Сесил
- Сиенна Гиллори — Летиция Ноллис

В нескольких сериях:
- Роберт Пью — Стивен Гардинер, лорд-канцлер
- Декстер Флетчер — сэр Томас Рэдклифф, граф Сассекс
- Ханс Мэтисон — Роберт Деверё, 2-й граф Эссекс
- Дэниел Эванс — Роберт Сесил
- Джоан Уолли — Мария I Тюдор
- Стэнли Таунсенд — Филипп II Габсбург
- Эмилия Фокс — Эми Робсарт, леди Дадли
- Тара Фицджеральд — Кэт Эшли
- Кевин МакКидд — Томас Говард, 4-й герцог Норфолк
- Маттиас Джиббиг — Франсуа, герцог Алансонский и Анжуйский
- Шон Эванс — Генри Ризли, 3-й граф Саутгемптон
- Шарлотт Уиннер — Мария Стюарт
- Бен Дэниелс — Фрэнсис Уолсингем
- Джейсон Уоткинс — сэр Кристофер Хэттон
- Дерек Ридделл — сэр Уолтер Рэли
- Юэн Бремнер — сэр Джеймс Мелвилл

## Награды и номинации
Полный перечень наград и номинаций — на сайте IMDB.
| Премия                    | Категория                       | Имя                                 | Результат |
| ------------------------- | ------------------------------- | ----------------------------------- | --------- |
| BAFTA-TV                  | Лучший драматический телесериал | Коки Гедройц, Пола Милн, Пол Ратмен | Номинация |
| BAFTA-TV                  | Лучшая актриса                  | Энн-Мари Дафф                       | Номинация |
| BAFTA-TV                  | Лучший дизайн костюмов          | Эми Робертс                         | Победа    |
| International Emmy Awards | Лучший мини-сериал              |                                     | Номинация |
| IFTA                      | Лучшая актриса на телевидении   | Энн-Мари Дафф                       | Номинация |
| Премия «Спутник»          | Выдающийся мини-сериал          |                                     | Номинация |